# Džjankang
Džjankang (kitajsko 建康, pinjin Jiànkāng) ali Džjanje (kitajsko 建業, pinjin Jiànyè), kot se je prvotno imenoval, je bil glavno mesto dinastij Vzhodni Vu (229–265 in 266–280), Vzhodni Džin (317–420) in južnih dinastij (420–552), vključno z dinastijo Čen (557–589). Ruševine mestnega obzidja ležijo v območju sedanjega mesta Nanling. Džjankang je bil pomembno mesto dinastije Song in se med dinastijo Ming preimenoval v Nanking. 

## Zgodovina
Pred Vzhodnim Džinom se je mesto imenovalo Džjanje in je bilo v obdobju treh kraljestev glavno mesto kraljestva Vu. Med dinastijo Džin je bil leta 313 preimenovan v Džjankang, da bi upoštevali tabu imena cesarja Mina iz Džina. 
Po letu 313 je služil kot prestolnica Vzhodnega Džina in južnih dinastij po umiku s severa zaradi napadov Šiungnujev.  Po številu prebivalcev in trgovski dejavnosti se je kosal z Luojangom. Na svojem višku v 6. stoletju je imel približno milijon prebivalcev. Leta 549 je bil med Hov Džigovim uporom po enoletnem obleganju osvojen in opustošen. Večina prebivalstva je bila pobita ali izstradana do smrti. Med nacionalno združitvijo pod dinastijo Suj je bil skoraj popolnoma uničen in preimenovan v Džjangdžov in nato v Poveljstvo Danjang. Pod dinastijo Tang je mesto ponovno doseglo blaginjo in bilo preimenovano v Džinling. V obdobju petih dinastij in desetih kraljestev se je imenoval  Džjangning in v dinastiji Južni Song ponovno Džjankang. 
Ko je Džu Juandžang (cesar Hongvu) leta 1368 ustanovil dinastijo Ming, je izbral Džjankang za glavno mesto Kitajske in ga preimenoval v Nanking, kar pomeni Južna prestolnica. 

### Šest dinastij
Izraz "šest dinastij" je skoval Šu Song, zgodovinar iz dinastije Tang, za več režimov, ki so imeli središče svoje oblasti v mestu Džjankag. Izraz "šest dinastij" se nanaša na dinastije: 
- Vzhodni Vu (222–280)
- Vzhodni Džin (317–420)
- Lju Song (420–479)
- Južni Či (479–502)
- Ljang (502–557)
- Čen (557–589)

V 6. stoletju je bil Džjankang morda največje mesto na svetu z verjetno več kot milijon prebivalcev. Takrat je imel Rim manj kot 100.000 prebivalcev, Konstantinopel približno 500.000 in Luojang več kot 500.000.